# 果敢語
果敢語，是漢語西南官話雲南方言的一支。主要起源於明遺民（後來的果敢族）為了躲避满清的统治而逃到果敢地區，果敢地區是一個多民族地區，共有漢族（果敢族）、撣族、崩龍族、苗族、佤族、傈僳族、克欽族共7個民族，果敢語為通用語言。
果敢民主團結黨主席楊建德根據個人經歷等認為果敢語就是明朝时期的南京話，這種民間記憶大體與語言學及移民史方面證據相呼應。